# Homalodisca ignota
Homalodisca ignota är en insektsart som beskrevs av Melichar 1924. Homalodisca ignota ingår i släktet Homalodisca och familjen dvärgstritar. Inga underarter finns listade i Catalogue of Life.